# Milano-Torino 1994
La Milano-Torino 1994, settantanovesima edizione della corsa, fu disputata il 5 ottobre 1994, per un percorso totale di 206 km. Venne vinta dall'italiano Francesco Casagrande giunto al traguardo con il tempo di 5h03'11" alla media di 40,767.
Alla partenza 189 ciclisti, 179 di essi portarono a termine la gara.

## Ordine d'arrivo (Top 10)
| Pos. | Corridore            | Squadra       | Tempo    |
| ---- | -------------------- | ------------- | -------- |
| 1    | Francesco Casagrande | Mercatone Uno | 5h03'11" |
| 2    | Mauro Gianetti       | Mapei-Clas    | s.t.     |
| 3    | Zenon Jaskuła        | Jolly Comp.   | a 3"     |
| 4    | Wladimir Belli       | Lampre        | s.t.     |
| 5    | Pascal Richard       | GB-MG Magl.   | a 5"     |
| 6    | Tony Rominger        | Mapei-Clas    | a 6"     |
| 7    | Maurizio Fondriest   | Lampre        | s.t.     |
| 8    | Dmitrij Konyšev      | Jolly Comp.   | a 29"    |
| 9    | Vladislav Bobrik     | Gewiss        | s.t.     |
| 10   | Alberto Volpi        | Gewiss        | s.t.     |